# Ham Bong-sil
Ham Bong-Sil, née le 24 juillet 1974, est une athlète nord-coréenne, spécialiste des courses de fond, championne d'Asie d'athlétisme à deux reprises, qui a participé aux Jeux Olympiques d'été de Sydney et Athènes sur marathon.

## Biographie
Sa première victoire officielle a lieu le 9 octobre 1993 lors d'une course de 5 kilomètres organisée à Pyongyang. Alors âgée de 19 ans, elle remporte la course avec un temps de 15 min 40 s. Deux ans plus tard, en 1995, Ham Bong-Sil dispute, de nouveau dans la capitale nord-coréenne, le marathon de Pyongyang. Elle termine troisième de la course en 2 heures 30 minutes et 28 secondes, à moins d'une minute de celle qui remporte la course, sa compatriote Kim Chung-Ok.
Elle décroche une nouvelle place d'honneur sur marathon, 4 ans plus tard, le 5 décembre 1999 en se classant seconde du Macau International Marathon en 2 heures 35 minutes et 5 secondes. Kim Chung-Ok la devance une nouvelle fois sur la plus haute marche du podium. Dans la suite du marathon de Macao, Ham Bong-Sil dispute 4 mois plus tard, le 16 avril 2000, le marathon de Londres. Elle se classera 12e en 2 heures 29 minutes et 8 secondes, établissant ainsi un nouveau record personnel, derrière la russe Zinaida Semyonova dans une course remportée par la kényane Tegla Loroupe en 2 heures 24 minutes et 33 secondes. Ham Bong-Sil obtient sa qualification pour les Jeux Olympiques de Sydney prévus en septembre de la même année.
Le 24 septembre 2000, elle est alignée sur le marathon féminin des Jeux Olympiques d'été de Sydney. Au terme d'une course stratégique, la japonaise Naoko Takahashi remporte l'épreuve et le titre olympique en 2 heures 23 minutes et 14 secondes. Ham Bong-Sil, elle, se classe 8ème en battant son record personnel en 2 heures 27 minutes et 07 secondes, à moins d'une minute de la 4e place. Fort de son nouveau statut, elle s'engage l'année suivante sur le marathon de Pyongyang qu'elle échouera à remporter puisqu'elle terminera deuxième en 2 heures 29 minutes 44 secondes, a plus d'une minute de Jong Song-Ok qui remporte la course.
Lors des Universiades de 2001, organisés à Pékin la capitale chinoise, elle s'aligne pour la première fois sur semi-marathon. Pour sa première course, elle termine en 1 heure 15 minutes et 24 seconde et s'adjuge le titre de championne du monde universitaire. Par la suite, le 7 avril 2002, elle remporte enfin le marathon de Pyongyang en 2 heures 26 minutes et 23 secondes en abaissant son record personnel et en reléguant la seconde, son éternelle rivale Kim Chung-Ok, a près de deux minutes de la plus haute marche du podium. Moins d'un mois plus tard, le 30 avril 2002, Ham Bong-Sil participe pour la première fois depuis 1993 à une course de 5 kilomètres organisée à Pyongyang. Elle remporte l'épreuve en 15 min 37 s, en abaissant de 3 secondes son ancienne marque de 1993.
Elle décide de s'aligner sur le 5000 mètres et le 10 000 mètres des Championnats d'Asie d'athlétisme de 2002, organisés à Colombo la capitale du Sri-Lanka. Ainsi elle est au départ du 10 000 mètres le 10 août 2002 en compagnie de sa compatriote Jo Bun-Hui et de 6 autres concurrentes. Au terme de 25 tours de pistes, elle remporte la course en 34 min 44 s 92 et signe avec sa compatriote Jo Bun-Hui un doublé pour la Corée du Nord,. Deux jours plus tard, elle est présente sur la ligne de départ du 5 000 mètres, de nouveau avec Jo Bun-Hui. Pas de nouveau doublé cette fois-ci pour la Corée du Nord puisque Jo Bun-Hui termine 4ème. Cependant Ham Bong-Sil signe, elle, un doublé personnel en battant son record personnel pour remporter la course en 15 min 42 s 88,. Elle termine sa saison 2002 le 13 octobre en remportant le marathon de Busan, lors des Jeux Asiatiques de 2002, avec la marque de 2 heures 33 minutes 35 secondes.
Elle retrouve la compétition le 13 avril 2003 en s'adjugeant une seconde fois le marathon de Pyongyang avec un très bon temps de 2 heures 27 minutes 48 secondes qui suffit a la qualifier pour les championnats du monde d'athlétisme de Paris. Ses compatriotes Jong Song-Ok et Kim Chung-Ok complètent le podium. Forte de sa belle performance du marathon de Pyongyang, Ham Bong-Sil débarque dans la capitale française pour participer au marathon. Elle termine 5e, à moins de 30 secondes du podium, en améliorant son record personnel en 2 heures 25 minutes et 31 secondes, nouveau record de Corée du Nord. La kényane Catherine Nderaba remporte le titre mondial en 2 heures 23 minutes 55 secondes,. Elle termine sa saison en terminant à une décevante 7e place du 5 000 mètres des Championnats du monde militaire, organisés à Catane en Sicile, avec le temps de 16 min 9 s.
Le 27 mars 2004, elle participe au marathon de Xiamen en Chine. Elle termine 3e en 2 heures 28 minutes et 32 secondes ce qui lui suffit pour obtenir sa qualification pour les Jeux Olympiques d'Athènes. Aux Jeux Olympiques, elle est une des espoirs de médailles de la Corée du Nord parmi les 36 athlètes de la délégation nord-coréenne. Le marathon est remporté par la japonaise Mizuki Noguchi en 2 heures 26 minutes 20 secondes. Ham Bon-Sil abandonne et ne finira pas la course olympique.
En 2005, elle participe une nouvelle fois au marathon de Pyongyang et le remporte pour la 3e de sa carrière le 10 avril 2005 avec la performance de 2 heures 31 minutes 46 secondes qui relègue la seconde athlète à près de deux minutes. Ham Bong-Sil participe à sa dernière course internationale aux championnats d'Asie d'athlétisme de 2005 organisés à Incheon en Corée du Sud. Elle s'aligne sur le 10 000 mètres le 1er septembre 2005. Au terme d'une course remportée par la chinoise Bai Xue en 33 min 34 s 74, Ham Bong-Sil se classe troisième en battant son record en 34 min 35 s 30,.

## Palmarès
| Date | Compétition           | Lieu      | Résultat | Épreuve       | Temps           |
| ---- | --------------------- | --------- | -------- | ------------- | --------------- |
| 2000 | Jeux olympiques       | Sydney    | 8e       | Marathon      | 2 h 27 min 27 s |
| 2001 | Marathon de Pyongyang | Pyongyang | 2e       | Marathon      | 2 h 29 min 44 s |
| 2001 | Universiade d'été     | Beijing   | 1re      | Semi-marathon | 1 h 15 min 24 s |
| 2002 | Marathon de Pyongyang | Pyongyang | 1re      | Marathon      | 2 h 26 min 23 s |
| 2002 | Championnats d'Asie   | Colombo   | 1re      | 5 000 m       | 15 min 42 s 88  |
| 2002 | Championnats d'Asie   | Colombo   | 1re      | 10 000 m      | 34 min 44 s 92  |
| 2002 | Jeux asiatiques       | Busan     | 1re      | Marathon      | 2 h 33 min 35 s |
| 2003 | Marathon de Pyongyang | Pyongyang | 1re      | Marathon      | 2 h 27 min 48 s |
| 2003 | Championnats du monde | Paris     | 5e       | Marathon      | 2 h 25 min 31 s |
| 2004 | Jeux olympiques       | Athènes   | -        | Marathon      | DNF             |
| 2005 | Marathon de Pyongyang | Pyongyang | 1re      | Marathon      | 2 h 31 min 46 s |
| 2005 | Championnats d'Asie   | Incheon   | 3e       | 10 000m       | 34 min 35 s 30  |

## Records
| Épreuve       | Performance     | Lieu      | Date               |
| ------------- | --------------- | --------- | ------------------ |
| 5 000 m       | 15 min 37 s 50  | Pyongyang | 30 avril 2002      |
| 10 000 m      | 34 min 35 s 30  | Incheon   | 1er septembre 2005 |
| Semi-marathon | 1 h 15 min 24 s | Pékin     | 2 septembre 2001   |
| Marathon      | 2 h 25 min 31 s | Paris     | 31 août 2003       |